# Infectieuze larynchotracheïtis
ILT (Infectieuze Larynchotracheïtis) is een pluimveeziekte die vooral bij kippen voorkomt. 
Het ILT-virus betreft een infectie aan de luchtwegen. Geïnfecteerd pluimvee kan er flink ziek van worden en er zelfs aan dood gaan. De ziekteverschijnselen lijken op die van de vogelpest. Er bestaat een vaccin tegen, aangeraden wordt alleen in die gebieden waar ILT wordt geconstateerd in te enten. Het virus levert geen gevaar op voor mensen.
Nadat zich voor het laatst in de jaren tachtig gevallen van ILT-besmettingen in Nederland hadden voorgedaan, worden vanaf 31 oktober 2007 steeds meer besmettingen in zuidoostelijk Noord-Brabant en westelijk Limburg (Weert en omgeving) vastgesteld, gevolgd door de Veluwe. In totaal zijn eind 2007 enkele tientallen pluimveebedrijven besmet.